# Dawid (Mahaffey)
Dawid, imię świeckie David Sterry Mahaffey Jr (ur. 25 maja 1952 w Altoonie, zm. 27 listopada 2020 r.) – amerykański biskup prawosławny, służący w jurysdykcji Kościoła Prawosławnego w Ameryce.

## Życiorys
Był konwertytą, prawosławie przyjął w wieku dwudziestu trzech lat. Jego rodzina należała do Kościoła metodystów i w tej wierze został wychowany. W 1981 został wyświęcony na diakona przez biskupa Pittsburgha Cyryla; służył w różnych parafiach w diecezji Zachodniej Pensylwanii. Święcenia kapłańskie przyjął dwanaście lat później, również z rąk biskupa Cyryla, i został proboszczem parafii św. Michała Archanioła w Old Forge. Cztery lata później ukończył seminarium św. Tichona przy monasterze pod tym samym wezwaniem w South Canaan. Sześć lat później ukończył studia licencjackie w zakresie filozofii i teologii na uniwersytecie w Scranton. Dwa lata później uzyskał stopień magistra teologii na tej samej uczelni.
Od 2006 do 2009 był proboszczem parafii Trójcy Świętej w Pottstown, zaś w 2009 objął probostwo parafii św. Mikołaja w Bethlehem, był dziekanem dekanatu Filadelfii. Równocześnie był asystentem na Wydziale Teologii na Uniwersytecie w Scranton, adiunktem w seminarium św. Tichona Zadońskiego oraz na uniwersytecie Alvernia w Filadelfii.
W 2012 zjazd duchowieństwa i wiernych diecezji Alaski nominował go do obsadzenia wakującej od 2008 katedry. Święty Synod Biskupów Kościoła Prawosławnego w Ameryce potwierdził ten wybór 16 października 2013. W celu spełnienia wymogów stawianych kandydatom na biskupów ks. Mahaffey złożył śluby mnisze w riasofor przed arcybiskupem Filadelfii Tichonem, zachowując przy tym dotychczasowe imię, a następnie został postrzyżony na mnicha przez przełożonego monasteru w South Canaan ihumena Sergiusza (Bowyera), również zachowując dotychczasowe imię. Następnie otrzymał godność archimandryty. Jego chirotonia biskupia odbyła się 21 lutego 2014 w soborze św. Innocentego z Alaski w Anchorage. Na urzędzie pozostawał do śmierci w 2020 r.
Był żonaty z Karen Meterko (zm. 2006). Miał czwórkę dzieci.